# Tone Smolej
Tone Smolej, slovenski komparativist, francist in literarni zgodovinar, * 5. oktobra 1972, Ljubljana, Slovenija.

## Življenje
Tone Smolej je po končani poljanski gimnaziji študiral primerjalno književnost in francoščino na Filozofski fakulteti  Univerze v Ljubljani in diplomiral leta 1997. Izpopolnjeval se je kot Herderjev štipendist na Dunaju v letih 1996/97 ter na nekaj enomesečnih študijskih bivanjih na Poljskem in v Franciji. Leta 1998 se je vpisal na podiplomski študij
primerjalne književnosti, pet let pozneje (2003) je pod mentorstvom Evalda Korena doktoriral z disertacijo o slovenski recepciji francoske naturalistične proze. Od leta 1999 je poročen s slovenistko Mojco Smolej, s katero ima tri otroke.

## Delo
Od leta 1998 dela na Oddelku za primerjalno književnost in literarno teorijo na Filozofski fakulteti Univerze v Ljubljani. Leta 2004 je bil izvoljen za docenta, 2009 za izrednega profesorja in leta 2016 za rednega profesorja za primerjalno književnost in literarno teorijo. Raziskuje  imagologijo, tematologijo in zgodovino primerjalne književnosti.
Uredil je priročnika Podoba tujega v slovenski književnosti (2002), Tematologija (2007) ter štiri zbornike Društva slovenskih književnih prevajalcev (DSKP) o prevajanju: uglasbenih besedil, Goetheja, Asterix, realističnih, naturalističnih, baročnih in klasicističnih besedil. Učbenik Retorične figure, monografijo Anton Ocvirk in berilo Umetnost besede 3 je napisal v soavtorstvu. Njegovi knjigi Slovenska recepcija Émila Zolaja (1880-1945) in Iz francoskega poslovenjeno sta naši prvi monografiji o slovensko-francoskih literarnih odnosih.
Bil je dejaven član Upravnega odbora Društva slovenskih književnih prevajalcev (2000–2010). Je član uredništev revije Hieronymus in Ars et humanitas. Je vodja uredništva strokovnih publikacij Filozofske fakultete.